# Victor Robini
Victor Robini, né le 30 mai 1905 au Muy et mort le 25 décembre 1984 à Villars-sur-Var, est un homme politique français.

## Biographie
Médecin de la marine, diplômé de l'école navale de Bordeaux, résistant dès 1941, médecin-chef dans les FFI de la région du Centre, il devient directeur des services et du laboratoire d'hygiène de Nice (1946-1972). Conseiller général (1948-1984), sénateur de 1971 à 1984, inscrit au groupe de la Gauche démocratique.

## Détail des fonctions et des mandats
Mandats parlementaires
- 26 septembre 1971 - 28 septembre 1980 : Sénateur des Alpes-Maritimes
- 28 septembre 1980 - 25 décembre 1984 : Sénateur des Alpes-Maritimes